# Meta Transportes Aéreos
Meta Transportes Aéreos – nieistniejąca brazylijska linia lotnicza z siedzibą w Boa Vista.
W 2011 roku linia zaprzestała wszelkiej działalności.